# Терентьев, Николай Иванович
Николай Иванович Терентьев (род. 3 июня 1947, Ярославль) — советский инженер и учёный, специалист в области разработки регистрирующей аппаратуры для физических измерений.

## Биография
В 1971 году окончил МИФИ (с 2009 года — Национальный исследовательский ядерный университет «МИФИ»).
В 1971—1974 гг. инженер ВНИИ радиационной техники.
В 1974—2005 гг. работал в НИИИТ (ВНИИА): инженер, старший научный сотрудник, начальник лаборатории стандартизованных методик физизмерений, начальник научно-исследовательской лаборатории, ведущий научный сотрудник.
Кандидат технических наук.
Лауреат премии Совета Министров СССР 1986 г. — за разработку алмазных дозиметров.